# Kommersiell radio
Kommersiell radio, reklamradio, är privatägda radiostationer som oftast finansieras genom radioreklam. De flesta reklamstationerna i exempelvis Sverige är huvudsakligen inriktade på att spela populärmusik. Internationellt varierar dock utbudet kraftigt.

## Historia
Reklamfinansierad radio har funnits i USA sedan 1919. Den franske radioentusiasten Jean-Paul Boudacroux blev en pionjär i Europa när han 1981 startade NRJ − Nouvelle Radio Jeunesse. Stationen fick stora framgångar i både Frankrike och övriga Västeuropa. När reklam blev tillåtet i svensk radio startades NRJ även i Sverige. NRJ blev den första privata lokalradiostationen (PLR) att inleda sändningar i Stockholm, vilket samtidigt blev först i landet.

## Kommersiell radio i Sverige

### Historia
Åren 1922−1925 förekom kommersiella radiosändningar i Sverige, innan Radiotjänst fick monopol på svenska radiosändningar.
I december 1958 startade 22-årige Nils-Eric Svensson Skånes Radio Mercur, Sveriges första kommersiella radio enligt amerikanskt  mönster. Sändningarna skedde från Danska Radio Mercur's sändarskepp på internationellt vatten i Öresund mellan Landskrona och Köpenhamn. Studion låg i Landskrona. Trots motstånd från Tidningsutgivarna och grammofonindustrin överlevde radion och nådde med vissa program 80% av lyssnarna i västra delen av Skåne. Radiostationen övertogs 1961 av Britt Wadner som ändrade namnet till Radio Syd 1962. 1961 startade också Radio Nord som sände över Mälardalen från ett fartyg på internationellt vatten i Östersjön. Dessa radiostationer brukar betecknas som piratradio, men de var legala stationer som inte behövde tillstånd. 1 juli 1962 förbjöds dessa stationer, varvid Radio Nord lades ner. Radio Syd fortsatte ändå, och Britt Wadner dömdes både till böter och fängelse för det. 1966 skärptes lagarna, och Radio Syd flyttade till Gambia. Redan på 1950-talet förekom svensk kommersiell radio baserad i Tanger (Marocko) som sände reklamradio på kortvåg för företaget Dux Radio AB. Charlie Norman var så kallad "skivschejk", en tidig DJ, och ett antal artister från Metronome Records medverkade genom att kommentera sina nya skivor som spelades till stort nöje för många svenskar.
1979 kom närradiostationerna. Dessa var reklamfria, men flera av dessa bröt mot förbudet och sände reklam ibland. Mest känd är Radio Nova i Vagnhärad som runt 1990 började sända reklam kontinuerligt. Stationen blev populär och Televerkets personal skickades ut för att stänga av stationen men blev hindrade av folk att nå sändaren. Då bröt man förbindelsen till sändaren, men den återkom efter en kort tid och sedan lät man stationen sända med reklam.

### Nuvarande kommersiella radion
PLR (Privat lokalradio) blev tillåten i Sverige den 22 september 1993. Ett tillstånd att sända analog kommersiell radio ges till en juridisk eller fysisk person som har finansiella och tekniska förutsättningar att sända under hela tillståndsperioden. Staten, landsting eller kommuner får inte sända analog kommersiell radio. Efter att ha uppfyllt dessa krav ges tillstånd till den som är beredd att betala den högsta koncessionsavgiften.
Året därpå utvidgades radioutbudet, då fler stationer började sända på de utauktionerade PLR-tillstånden. Lyssnarsiffrorna steg och den nya radion med underhållning och musik i första prioritet fick fler och fler anhängare. Till en början spelade man musik från CD-skivor, men 1997 bytte man till hårddisk i de flesta fall. Så kallade broadcasting-dataprogram (från till exempel RCS, DigRad och Fidelity Media) blev nödvändiga och mer och mer tyngd lades ner på att behärska dessa program som blev mer och mer avancerade.  
Ekonomiskt sett växte stora bolag fram. MTG, CLT/UFA, Bonnier, Fria Media och NRJ blev de fem största aktörerna i slutet av 1990-talet och fler och fler bolag och stationer köptes upp. Den station som växte mest under denna period var MTG/SRU:s Rix FM, tidigare känt som "Radio Rix".
Med morgonprogrammet Rix Morronzoo gick också Rix FM om Sveriges Radio P3:s morgonprogram år 2001 och två år därefter blev Rix FM Sveriges största radionätverk. Bonniers Mix Megapol blev också stora, men till början av 2000-talet blev motgångarna ett faktum för Bonniers stationer. SBS köpte då upp Bonnier Radio och nya SBS Radio bildades. På stationslistan för SBS Radio återfanns då stationer som Mix Megapol, Radio City och Vinyl.
År 2002 köpte också MTG Radio upp CLT/UFA:s stationer Lugna Favoriter och "Wow 105,5". Man tog bort Wow 105,5. Stationen hade formatet Modern AC, med målgruppen 20−39 år, alltså samma målgrupp som MTG Radios Rix FM. Formatet Modern AC var väldigt likt Rix FM:s format Hot AC, och därför satte man Rix FM på just FM 105,5. Man kan säga att MTG följde en av den kommersiella radions grundlagar som säger att två stationer från samma aktör med samma målgrupp och format inte går ihop hos den vanliga, genomsnittliga lyssnaren.
År 2004 köpte MTG upp andelar i NRJ. Man ersatte NRJ med Lugna Favoriter eller Rix FM i de mindre orterna, eftersom ungdomar med stort musikintresse och intresse av uteliv - NRJ:s målgrupp - i större utsträckning befann sig i storstäderna. Man tog bort Power Hit Radio i Stockholm eftersom två stationer med samma målgrupp av samma aktör/bolag inte fungerar lika lönsamt ekonomiskt då man har förutsättningar att göra radio i ett annat format som inte representeras av aktören. Man öppnade efter en tid av hiphop/rnb på frekvensen 106,3 en nypremiär av Bandit Rock. En station som representerade en målgrupp som inte blivit representerad förr.
Under första halvan av 2005 slutade Linköpingsbaserade Corren-koncernens radiobolag Radio & Co att sända sina kanaler "Match FM" och "Gold FM" (som sänt över östra Sverige) med hänvisning till dålig lönsamhet. Kanalerna ersattes av "Rix FM" respektive "Lugna Favoriter". I och med detta avslutades en radioepok som börjat med den ideella "Radio SFR" i mitten av 1988. 2008 tog SBS över ett flertal sändningstillstånd och det resulterade i att Rix FM försvann från flera orter 1 januari 2009 och ersattes av Mix Megapol och Rockklassiker.
Den kommersiella radion i Sverige har kritiserats för att vara alltför likriktad. Konstitutionsutskottet skrev i ett betänkande 2017 att man ville ändra radio- och TV-lagen för att främja mångfalden i den kommersiella radion samt att man ville förhindra personer från att äga och driva fler radiokanaler av samma skäl. Riksdagen biföll senare samma år regeringens proposition.

## Nuvarande nätverk / stationer

### Nationella Nätverk
- Rix FM
- NRJ
- Mix Megapol

### Nätverk
- Bandit Rock
- Rockklassiker
- Star FM
- Vinyl FM
- Retro FM

### Stationer
- Lugna Favoriter
- Power Hit Radio
- Radio Nostalgi
- Sportsnack Sverige

## Insomnade stationer
- City 106,5 Uppsala
- Classic FM
- Classic Radio
- HIT 94,5 fm - Landskrona
- Hit Radio Malmö
- Jammin
- Power 106
- Radio Guld
- Radio Ibernia
- Radio Match
- Radio Q
- Radio Stella
- Sky Radio
- Spraydio
- Svenska favoriter
- Storstadsradion
- Studio 107,5
- WOW 105,5
- Z Radio
- Big Radio 106,1
- One FM
- Radio 107,5
- The Voice